# Piotr Apostoł (obraz El Greca)
Piotr Apostoł – obraz hiszpańskiego malarza pochodzenia greckiego Dominikosa Theotokopulosa, znanego jako El Greco.
Portret świętego Piotra należał do cyklu zwanego Apostolados. El Greco kilkakrotnie podjął się namalowania cyklu dwunastu portretów świętych i portretu Zbawiciela. Do dziś zachowały się w komplecie jedynie dwa zespoły; jeden znajduje się w zakrystii katedry w Toledo, a drugi w Museo del Greco.

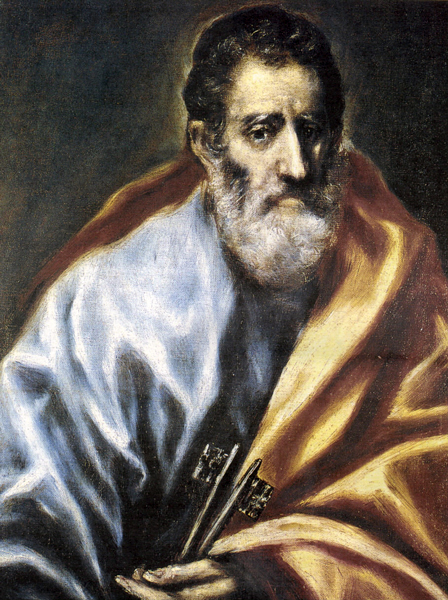
Piotr Apostoł – wersja z Arteche

## Historia
Seria Apostolados z Museo del Greco składała się w trzynastu wizerunków apostołów i Chrystusa, z wyjątkiem św. Mateusza (jego miejsce zajmuje św. Paweł). Sześciu z nich ma zwrócone głowy w prawo, kolejnych sześciu w lewo, w centrum znajdował się wizerunek Chrystusa Zbawiciela. Pochodzenie całej serii i historia ich pozyskania przez muzeum nie jest do końca jasna. Do niedawna sądzono, że pochodziły ze Szpitala Santiago de Toledo, do którego trafiły w roku 1848, po konfiskacie dóbr kościelnych. Stamtąd zostały przeniesione do kościoła w klasztorze św. Piotra z Werony (San Pedro Martir), a następnie do Regionalnego Muzeum założonego w klasztorze San Juan de los Reyes. W ostatnim czasie odkryto dokumentację, na podstawie której stwierdzono, że płótna nie należały do Szpitala Santiago de Toledo, ale do Przytułku dla biednych pw. św. Sebastiana (Asilo de Pobres de San Sebastián) założonego w 1834 roku. Obrazy zostały ofiarowane przytułkowi przez Marceliana Manuela Rodrigueza, proboszcza mozarabskiego kościoła św. Łukasza. W 1909 roku obrazy przeniesiono do utworzonego z inicjatywy markiza de la Vega Inclán muzeum i od tamtej pory należą do jego stałej kolekcji.

## Opis i geneza obrazu
Piotr został ukazany w bardzo tradycyjny sposób, z krótkimi jasnymi włosami, siwą brodą, w niebieskiej tunice i w żółtym płaszczu. Zgodnie z ikonografią chrześcijańską w lewej dłoni trzyma klucze do Bramy Raju. Obraz, podobnie jak wizerunki Pawła i Jakuba, wydaje się ukończony. Osoba świętego, jak wszystkie wersje z Museo del Greco czy z Katedry w Toledo, ukazana została w 3/4 postaci. Inne wersje przedstawiają Piotra od połowy, przez co lewą rękę, w której trzyma klucze, ma zagiętą powyżej pasa tak, by była widoczna na obrazie.

## Inne wersje
- Piotr Apostoł – (1608-14)[2] (1605-10)[3], 100 × 76 cm, Katedra w Toledo